# Quarteto Fantástico (2005)
Fantastic Four (às vezes estilizado como Fantastic 4) (bra/prt: Quarteto Fantástico) é um filme teuto-norte-americano de 2005, dirigido por Tim Story e lançado pela 20th Century Fox. É a adaptação dos quadrinhos de mesmo nome da Marvel de 1961, e tem no elenco os atores Ioan Gruffudd como o Senhor Fantástico, Jessica Alba como a Mulher Invisível, Chris Evans como o Tocha Humana, Michael Chiklis como Coisa, e Julian McMahon como o Doutor Destino.
Fantastic Four foi lançado nos Estados Unidos em 8 de julho de 2005. Foi o terceiro filme de super herói do ano, depois de Elektra e Batman Begins.
Trata-se do segundo filme baseado no grupo, o primeiro, dirigido pelo diretor de filmes B, nunca foi lançado, em 2007, foi lançada uma sequência, Fantastic Four: Rise of the Silver Surfer e em 2015, um reboot.

## Sinopse
O físico Dr. Reed Richards está convencido de que a evolução foi desencadeada há milhões de anos na Terra por nuvens de energia cósmica no espaço, e calculou que uma destas nuvens em breve vai passar perto da Terra. Junto com seu amigo, o astronauta Ben Grimm, Reed convence Dr. Victor Von Doom, seu ex-colega de classe no MIT e agora CEO da Von Doom Industries, para permitir-lhe o acesso a sua estação espacial de propriedade privada para testar os efeitos de uma amostra biológica a uma exposição da nuvem. Doom concorda em troca do controle sobre o experimento e uma maioria dos lucros de quaisquer benefícios que ele trouxer. Reed traz a bordo sua ex-namorada e principal pesquisadora genética de Von Doom, Susan Storm, e seu irmão ex-astronauta Johnny.
O quinteto viaja para o espaço para observar as nuvens de energia cósmica, mas Reed havia errado seu cálculo e as nuvens se materializam antes do previsto. Reed e os Storms saem da estação espacial para resgatar Ben, que tinha ido em uma caminhada espacial para colocar as amostras. Ben recebe a exposição completa no espaço, enquanto os outros recebem uma dose mais limitada dentro da estação. De volta para casa logo desenvolvem super-poderes: Reed pode esticar seu corpo como borracha, Susan pode se tornar invisível e gerar escudos de força resistente ao impacto, Johnny pode envolver-se em fogo e voar sem ajuda, e Ben se torna uma criatura pétrea com força sobre-humana e durabilidade. Enquanto isso, Von Doom enfrenta um boicote de seus acionistas por causa da publicidade da missão espacial, e tem uma cicatriz no rosto que veio de um controle de console que explodiu na estação.
A noiva de Ben, Debbie, não pode lidar com sua nova aparência e decide deixá-lo. Ben vai para a ponte do Brooklyn e acidentalmente provoca um engarrafamento, evitando um homem de saltar da ponte. Ben, Reed e os Storms usam suas várias habilidades para conter os danos e evitar danos. A mídia chama os de Quarteto Fantástico. Eles se mudam para o laboratório de Reed no Edifício Baxter para estudar suas habilidades e buscar uma maneira de voltar ao normal. Von Doom, que também estar sofrendo sua própria mutação, oferece o seu apoio, mas culpa Reed para o fracasso do voo espacial, o que o fez perder a sua empresa.
Reed diz ao grupo que ele irá construir uma máquina para recriar a tempestade e reverter seus efeitos sobre eles, mas adverte que poderia acelerar-los em seu lugar. Enquanto isso o braço de Von Doom tornou-se de metal orgânico, o que lhe permite produzir raios de eletricidade, e ele começa a traçar vingança. Ele inicia um conflito entre Ben e Reed, que reacendeu seu relacionamento com Susan Storm. A utilização da máquina, Von Doom restaura Ben à forma humana, enquanto acelera a condição de Von Doom, causando muito de seu corpo para transformar se em metal. Vingativo Von Doom deixa Grimm humano inconsciente e captura Reed.
Agora chamando a si mesmo Doutor Destino, ele coloca uma máscara metálica para esconder sua desfiguração, tortura Reed e dispara um míssil teleguiado por calor ao Edifício Baxter em uma tentativa frustrada de derrotar Johnny Storm. Sue confronta Destino mas é superada. Ben chega para ajudá-la, transformado no Coisa novamente, reutilizando a máquina (falando seu bordão, "É hora do pau!"). A batalha então é levada para as ruas de Nova Iorque e os Storms combinam os seus poderes para prender Destino em um inferno de calor intenso, e Ben e Reed o extinguem com água fria, induzindo choque térmico e congelando Destino no lugar. Em um epílogo, Grimm informa Reed que ele aceitou sua condição com a ajuda de Alicia Masters, uma artista cega para quem ele desenvolveu sentimentos, e a equipe abraça seu papel como super-heróis. Reed propõe casamento a Sue, que aceita. Enquanto isso, os restos de Doom (que havia se transformado em uma estátua) estão sendo transportados de volta para sua terra natal, Latveria, quando os aparelhos do chefe do cais sofrem interferência eletromagnética, o que sugere que Dr.Destino ainda está vivo.

## Elenco
| Ioan Gruffudd        | Reed Richards / Sr. Fantástico |
| Jessica Alba         | Susan Storm / Mulher Invisível |
| Chris Evans          | Johnny Storm / Tocha Humana    |
| Michael Chiklis      | Ben Grimm / Coisa              |
| Julian McMahon       | Victor Von Doom / Dr. Destino  |
| Kerry Washington     | Alicia Masters                 |
| Hamish Linklater     | Leonard                        |
| Stan Lee             | Willie Lumpkin                 |
| Laurie Holden        | Debbie McIlvane                |
| David Parker         | Ernie, o bartender             |
| Michael Kopsa        | Ned Cecil                      |
| Kevin McNulty        | Jimmy O'Hoolihan, o porteiro   |
| Andrew Airlie        | Doutor                         |
| Danielle Dunn-Morris | Senhora no Carro               |
| Dee Jay Jackson      | Chefe de bombeiros             |
| Douglas Weston       | Doutor de Victor               |
| Donavon Stinson      | Apresentador do X Games        |
| Doug Abrahams        | Motorista de Caminhão          |
| Lorena Gale          | Senhora Negra no Carro         |
| Maria Menounos       | Enfermeira sexy                |
| Preston Thomas Peet  | Homem no Carro Esportivo       |
| Lynnanne Zager       | Computador (voz)               |

## Trilha Sonora
1. "Come On, Come In" (Velvet Revolver)
2. "Everything Burns" (Ben Moody feat. Anastacia)
3. "Noots" (Sum 41)
4. "Kirikirimai(Fantastic Four Remix)" (Josh Deutsch)
5. "Now You Know" (Miss Eighty feat. Classic)
6. "Bang Bang to the Rock 'n Roll" (Gabin)
7. "On Fire" (Lloyd Banks)
8. "Relax" (Chingy)
9. "Waiting (Save Your Life)" (Omnisoul)
10. "New World Symphony" (Miri Ben-Ari)
11. "What Ever Happened to the Heroes" (Joss Stone)
12. "Goodbye to You" (Breaking Point)
13. "I'll Take You Down" (TFF)[6]

## Produção
Em 1986, a produtora alemã Constantin Film (na época conhecida como Neue Constantin Film) adquire os direitos da franquia nos cinemas, contudo, a empresa não conseguiu produzir o filme na década de 80, caso não consegui termina-lo até o final de 1992, os direitos voltariam para a Marvel Comics, a solução com a contratação do cineasta Roger Corman, conhecido por produzir filmes de baixo orçamento, o filme de Corman custou apenas $ 1 milhão e foi programado para 1994, mas nunca foi lançado, sendo acusado de ser uma "cópia ashcan", usada apenas para garantir os direitos cinematográficos. Logo em seguida, a 20th Century Fox, anunciou que lançaria um novo filme da franquia, contudo, a Constantin continuou atuando como co-produtora. Em 1995, a Fox contrata o cineasta Chris Columbus para dirigir o novo filme, contudo, ele acaba desistindo da direção do filme e terceiriza a produção para sua própria empresa, a 1492 Pictures, em abril de 1997, Peter Segal é contratado para o seu lugar e substituído no final do ano por Sam Weisman. A Fox contrata Sam Hamm para reescrever o roteiro em abril de 1998, em uma tentativa de reduzir o orçamento inicial de 165 milhões dólares. Em fevereiro de 1999, com o desenvolvimento levando mais tempo do que o esperado, a Constantin e a Fox assinam um contrato com a Marvel para estender o controle dos direitos do filme por mais dois anos, com o lançamento planejado para o verão de 2001, e contrata Raja Gosnell para dirigir. No entanto, Gosnell decidiu fazer Scooby Doo vez e deixou a produção em outubro de 2000. Ele foi substituído por Peyton Reed em abril de 2001 e Mark Frost foi contratado para rescrever o roteiro. Reed sai da produção em julho de 2003, Tim Story é contratado em abril de 2004, depois da Fox ficar impressionada com o filme Taxi. O roteiro foi reescrito por Simon Kinberg, que foi não credenciada pelo trabalho.
Elisha Cuthbert, Charlize Theron, Rachel McAdams, Jessica Simpson, Elizabeth Banks, KaDee Strickland, Julia Stiles, Christina Milian, Keri Russell e Kate Bosworth estiveram cotadas para interpretar a personagem Susan Storm.

## Recepção

### Público
O público pesquisado pelo CinemaScore deu ao filme uma nota média de "B" em uma escala de A+ a F.

### Crítica
No agregador de críticas dos Estados Unidos, o Rotten Tomatoes, na pontuação onde a equipe do site categoriza as opiniões da  grande mídia e da mídia independente apenas como positivas ou negativas, o filme tem um índice de aprovação de 28% calculado com base em 214 comentários dos críticos. Por comparação, com as mesmas opiniões sendo calculadas usando uma média aritmética ponderada, a nota alcançada é 4,6/10 que é seguida do consenso: "Marcado por tentativas patetas de inteligência, atuação abaixo da média e narrativa sem graça (...) é uma tentativa medíocre de trazer a equipe de heróis mais antiga da Marvel para a tela grande."
Em outro agregador de críticas também dos Estados Unidos, o Metacritic, que calcula as notas das opiniões usando somente uma média aritmética ponderada de determinados veículos de comunicação em maior parte da grande mídia, o filme tem uma pontuação de 40 entre 100, alcançada com base em 35 avaliações da imprensa anexadas no site, com a indicação de "revisões mistas ou neutras".

## Bilheteria
Fantastic Four estreou arrecadando $56,061,504 em seu fim de semana de abertura.No final de sua exibição nos cinemas arrecadou mais de 330 milhões dólares em todo o mundo, com uma arrecadação nos EUA de US$ 154 milhões.[carece de fontes?]

## Sequência e reboot
Fantastic Four: Rise of the Silver Surfer foi lançado em 15 de Junho de 2007, e foi considerado como sendo melhor do que seu antecessor, mas ainda faltava o talento do gênero e da essência dos quadrinhos. O site Metacritic deu 45% de aprovação baseado em 45 pessoas.[carece de fontes?]
A sequência ganhou menos bilheteria do que o primeiro, conseguindo US$289.047.763. Em 2015, a franquia teve um reboot.[carece de fontes?]